# Glo (加熱式タバコ)

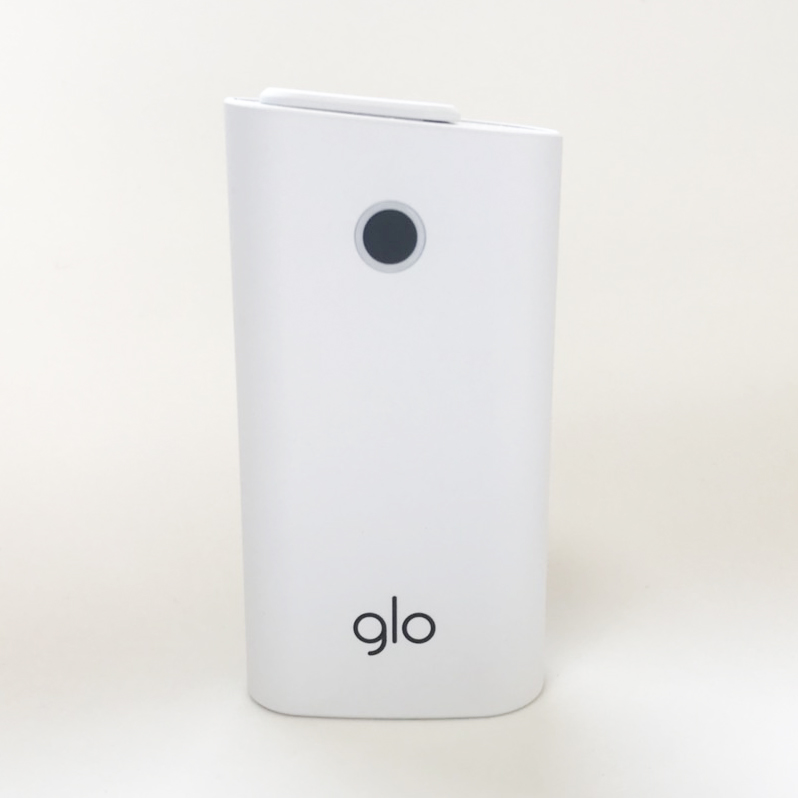
glo限定生産POLAR EDITION

glo（グロー）は、ブリティッシュ・アメリカン・タバコ・ジャパンより発売されている喫煙具である。加熱式たばこ。同社のたばこ製品「ネオスティック」(NeoSticks)を喫煙する器具。

## 発売
日本では2016年12月10日に宮城県仙台市で先行発売された。2017年10月2日より日本全国販売が開始され、同月販売台数が100万台を超えた。韓国国内においても、ソウル市内に8月12日よりgloショップ1号店がオープンし、日本に次いで販売が開始された。
2018年では、市場シェア8割のIQOSに対し、残り2割をgloとPloom TECHとで二分している。

## 概要
フィリップモリス社のiQOS同様、タバコ葉を高温で加熱する製品で、高温では紙巻きたばこに近い風味だとされる。
一般的な使い捨ての紙巻きたばこ(cigarette) と異なり、紙巻きたばこ状のスティックを、専用の喫煙具である glo を用いて加熱することで蒸気を発生させ、ニコチンやその他の成分を吸引する。日本国内用のネオスティック銘柄は、KENTブランドとなっている。韓国においてはDUNHILLブランドになっており、煙草のテイストも異なる。
また、iQOSと比べてメンテナンスが簡単である。iQOSと同様に機器内部にヤニが付着するため、付属の専用ブラシで一箱吸うごとにクリーニングすることをメーカーは推奨している。ただし、専用ブラシと綿棒だけではヤニ汚れや臭いを完全に取り除くことができないため、iQOSのクリーニングなどで使用されている電子たばこ専用クリーナーを使用している場合もある。
シリウスタバコのホームページによるとgloの専用タバコは全て大韓民国製となっている。

## 特徴
- グローはシンプル操作をテーマに掲げており、バッテリーと加熱システムが一体となったデバイスとなっている。
- アイコスとは加熱方式が違い、360度加熱という仕組みを採用しており、ネオスティックを周囲から加熱することで、ムラなく加熱、よりタバコらしい味わいを実現している。

## モデル

### 共通項目
- バッテリータイプ：内蔵リチウムイオン充電池
- 寸法：H85xW44xD22mm

### Model：G001
- 定格電圧：5V・定格電流：1.8A
- バッテリー容量：2900mAh
- 時間：3分
- その他：

### Model：G002
- 定格電圧：・定格電流：
- バッテリー容量：
- 時間：
- その他：

### Model：G003
- 定格電圧：5V・定格電流：2.0A
- バッテリー容量：2900mAh
- 時間：3分30秒
- その他：ネオスティックの抜けやすさの改善

### Model：G004
- 定格電圧：5V・定格電流：2.0A
- バッテリー容量：3000mAh
- 時間：3分30秒
- その他：ロゴデザイン変更

## カラーバリエーション

### プレミアム・シルバー
- Model:G001・G003・G004
- グローのスタンダードモデル
- グロー取扱店ならどこでも購入できるカラー

（グローストア、グローオンラインストア、グロー取り扱い店、コンビニ）

### シャンパン・ゴールド
- Model:G003
- グローのストア限定モデル
- グロー公式ストアでないと購入出来ない

（グローストア、グローオンラインストア）

### モーヴ・ピンク
- Model:G003
- グローのストア限定モデル
- グロー公式ストアでないと購入出来ない

（グローストア、グローオンラインストア）

### ミスト・ブルー
- Model:G003
- グローのストア限定モデル
- グロー公式ストアでないと購入出来ない

（グローストア、グローオンラインストア）

### ストーン・ブラック
- Model:G003
- グローのストア限定モデル
- グロー公式ストアでないと購入出来ない

（グローストア、グローオンラインストア）

### カーボン（Carbon）・グロー
- Model:G003
- グローの１０００台限定モデル
- プレミアムコレクション・シリーズの第一弾
- 唯一の抽選販売だった為、高値で転売されているレア・グローの１つ
- シリアルナンバーや刻印、スライド、ボディなど細部まで造り込まれている

### クロム（Chrome）・グロー
- Model:G003
- グローの１０００台限定モデル
- プレミアムコレクション・シリーズの第二弾
- 開始１分で売り切れた、人気のレア・グローの１つ
- シリアルナンバーや刻印、スライド、ボディなど細部まで造り込まれている

### オーラム・グロー
- Model:G003
- グローの１０００台限定モデル
- プレミアムコレクション・シリーズの第三弾
- 開始１分で売り切れた、人気のレア・グローの１つ
- シリアルナンバーや刻印、スライド、ボディなど細部まで造り込まれている

### グロー ポーラー・エディション
- Model:G003
- グローの３５００台限定モデル
- プレミアムコレクション・シリーズの冬季限定コレクション
- 累計出荷台数２００万台を記念して発売された純白のグロー
- 刻印あり、スライド、ボディなど細部まで造り込まれている

### ミッドナイトブラック
- Model:G004
- グローのコンビニ限定モデルの１つ
- セブンイレブンでしか販売されない数量限定カラー
- 限定数は公表されていない

### シャンパンレッド
- Model:G004
- グローのコンビニ限定モデルの１つ
- ファミリーマートでしか販売されない数量限定カラー
- 限定数は公表されていない

### スカイブルー
- Model:G004
- グローのコンビニ限定モデルの１つ
- ローソンでしか販売されない数量限定カラー
- 限定数は公表されていない

### ディスカバリー・ブラック
- Model:
- ポイントキャンペーン賞品
- 限定数は公表されていない

### ディスカバリー・グリーン
- Model:G003
- ポイントキャンペーン賞品
- 限定数は公表されていない

## フレーバー
KENT neostiks™
・入数（1箱）：20本
・値段（1箱）：420円(税込み)10月1日からは40円値上がりの460円（税込み）
- 『ケント・ネオスティック・ブライト・タバコ（香ばしいレギュラー）』
- 『ケント・ネオスティック・フレッシュ・ミックス（さわやかメンソール）』
- 『ケント・ネオスティック・インテスリー・フレッシュ（強メンソール）』
- 『ケント・ネオスティック・スムース・フレッシュ（なめらかメンソール）』 -  2017年10月2日全国発売
- 『ケント・ネオスティック・リッチタバコ（深みのレギュラー）』
- 『ケント・ネオスティック・ダークフレッシュ（贅沢に香るメンソール）』
- 『ケント・ネオスティック・スパーク・フレッシュ（爽快に香るメンソール）』
- 『ケント・ネオスティック・シトラス・フレッシュ（すっきり香るメンソール）』
- 『ケント・ネオスティック・ベリー・ブースト（ベリーのようなアロマのカプセルメンソール）』 - 2018年6月18日全国発売
- 『ケント・ネオスティック・ミント・ブースト（ミントのアロマのカプセルメンソール）』 - 2018年6月18日全国発売

neo™ネオ
・入数（1箱）：20本
・値段（1箱）：450円(税込み)10月1日からは40円値上がりの490円（税込み）
- 『ネオ・フレッシュ・プラス・スティック（爽快満足メンソール）』 - 2018年7月9日全国発売
- 『ネオ・ダークフレッシュ・プラス・スティック（グレープのように香る満足メンソール）』 - 2018年7月9日全国発売
- 『ネオ・ロースト・プラス・スティック（香ばしい満足レギュラー）』 - 2018年7月9日全国発売
- 『ネオ・ダーク・プラス・スティック（深みの満足レギュラー）』』 - 2018年7月9日全国発売

KOOL neostik™
・入数（1箱）：20本
・値段（1箱）：450円(税込み)
- 『クール・ネオスティック・ブースト・ミント（冷たいカプセルメンソール）』- 2018年3月5日 宮城県でのみ発売